# 里奧盧西奧 (新墨西哥州)
里奧盧西奧（英語：Rio Lucio）是位於美國新墨西哥州陶斯縣的普查規定居民點。

## 人口
根據2020年美國人口普查的數據，里奧盧西奧的面積為2.72平方千米，皆為陸地。當地共有人口303人，而人口密度為每平方千米111.4人。